# 小倉陸軍造兵廠糸口山製作所
小倉陸軍造兵廠糸口山製作所（こくらりくぐんぞうへいしょういとぐちやませいさくじょ）は大分県宇佐郡横山村（現･宇佐市）にかつて存在した日本陸軍の兵器工廠である。所長は銅金義一陸軍少将。

## 概要
糸口山製作所は、現在の北九州市にあった小倉陸軍造兵廠が爆撃を受けたため、移転先の一つとして1944年に宇佐郡の糸口山に建てられていた兵器工廠。9月ごろから順次稼働を始めた。
960000平方メートルの敷地内に機関砲を造る工場や倉庫、事務所などが分散配置され、床面積は1944年時点で32000平方メートル、1945年は64000平方メートル。軍人、工員、動員学徒など約1万人が働き、女子挺身隊員などの女性も約3900人いた。敗戦で1年満たず、稼働停止となった。1952年以降に施設は順次払い下げられ、製作所は現存していない。
当時の関係者の証言によると「製作所のことは振り返られていなかったのでありがたい。一番不思議なのは、高い煙突や鉄道の引き込み線もあったのに一度も爆撃を受けなかったこと」と述べている（一方で近辺にあった宇佐海軍航空隊には、爆撃が行われ壊滅的被害を受けている）。
これまで、残された資料が乏しく、まったく全容が分からなかった。しかし、豊の国宇佐市塾のメンバーが当時の関係者へ聞き取りや米軍が戦後撮影した糸口山付近の航空写真、当時の製造所の地図などを調査した結果、2010年に建物の配置や規模、工員数などが明らかになった。その後、当時使われていた工作機械や工具など約10点を、地元の元高校教諭が保管していることが分かり、宇佐市に寄贈された。

## 歴代所長
- （兼）銅金義一 少将：1944年9月22日[1] -
- 後藤光孝 大佐：1944年12月21日[1] -